# This One's for You (album Barry Manilow)
This One's for You è un album del cantautore statunitense Barry Manilow, pubblicato dall'etichetta discografica Arista nell'agosto 1976.
L'album è prodotto dallo stesso interprete insieme a Ron Dante, e sempre Manilow firma la musica di 9 degli 11 brani e cura gli arrangiamenti.
Dal disco vengono tratti i singoli This One's for You, Weekend in New England e, l'anno seguente, Looks Like We Made It.

## Tracce

### Lato A
1. This One's for You
2. Daybreak
3. You Oughta Be Home with Me
4. Jump Shout Boogie
5. Weekend in New England

### Lato B
1. Riders to the Stars
2. Let Me Go
3. Looks Like We Made It
4. Say the Words
5. All the Time
6. See the Show Again